# 송진호
송진호(宋鎭浩, 1957년 8월 16일~2010년 8월)는 전 KBO 리그 삼성 라이온즈의 선수이며  프로 원년에는 선수가 부족해서 투수 겸 외야수로 뛰었는데 그 해 한미 친선 프로야구 최종 8차전에서 7안타 2실점 완투승을 거뒀으며 다음 해부터는 장효조 홍승규 황병일 등의 입단에 따라 투수(중간계투 위주)로만 활동했다.
한편, 대구중학교 2학년 당시 주전투수로 활약하여   제 2회 소년 스포츠대회 - 전국 중학선수권대회 등에서 2번 우승한 주역이었으며  중학교 재학 때  "에가와"란 별명을 들을 정도로 위력 있는 공을 던졌다.
아울러, 2008년 삼성 라이온즈의 홈개막전 행사에 초청받았으나 2010년 8월 간경화로 숨졌다.

## 출신학교
- 대구초등학교
- 대구중학교
- 대구상업고등학교
- 건국대학교